# یوسوپ باتیرمیرزایف
یوسوپ باتیرمیرزایف (به روسی: Юсуп Батырмурзаев، آوانگاری: زادهٔ ۱۳ آوریل ۱۹۹۶) یک کشتی‌گیر آزادکار اهل قزاقستان است. وی سابقه حضور در المپیک ۲۰۲۰ توکیو و المپیک ۲۰۲۴ پاریس را دارد.